# Diócesis de Caratinga

Regional CNBB Leste 2.

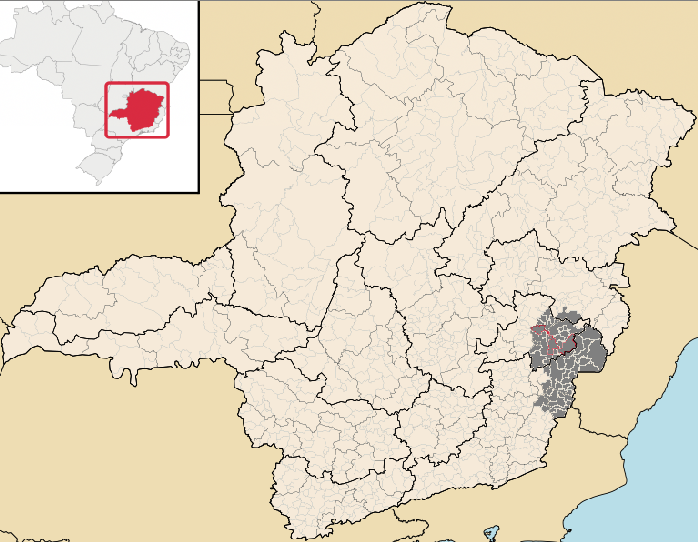
Diócesis de Caratinga.

La diócesis de Caratinga (en latín: Dioecesis Caratingen(sis) y en portugués: Diocese de Caratinga) es una circunscripción eclesiástica latina de la Iglesia católica en Brasil, sufragánea de la arquidiócesis de Mariana. La diócesis tiene al obispo Emanuel Messias de Oliveira como su ordinario desde el 16 de febrero de 2011. 

## Territorio y organización
La diócesis tiene 15 088 km² y extiende su jurisdicción sobre los fieles católicos de rito latino residentes en 43 municipios del estado de Minas Gerais: Caratinga, Alto Jequitibá, Bom Jesus do Galho, Caputira, Carangola, Chalé, Conceição de Ipanema, Córrego Novo, Divino, Dom Cavati, Durandé, Entre Folhas, Espera Feliz, Faria Lemos, Iapu, Imbé de Minas, Inhapim, Ipaba, Ipanema, Lajinha, Luisburgo, Manhuaçu, Manhumirim, Martins Soares, Mutum, Orizânia, Pocrane, Santa Bárbara do Leste, Santa Margarida, Santa Rita de Minas, Santana do Manhuaçu, São Domingos das Dores, São Francisco do Glória, São João do Manhuaçu, São João do Oriente, São Sebastião do Anta, Simonésia, Tarumirim, Tombos, Ubaporanga, Vargem Alegre, Vermelho Novo y el distrito de Vermelho Velho en el municipio de Raul Soares.
La sede de la diócesis se encuentra en la ciudad de Caratinga, en donde se halla la Catedral de San Juan Bautista.
En 2019 en la diócesis existían 54 parroquias.

## Historia
La diócesis fue erigida el 15 de diciembre de 1915 con la bula Pastorale Romani Pontificis officium del papa Benedicto XV, obteniendo el territorio de la arquidiócesis de Mariana.
El 1 de febrero de 1956 cedió una parte de su territorio para la erección de la diócesis de Governador Valadares mediante la bula Rerum usu del papa Pío XII.

## Estadísticas
De acuerdo al Anuario Pontificio 2020 la diócesis tenía a fines de 2019 un total de 625 760 fieles bautizados.
| Año                                                                             | Población            | Población | Población      | Sacerdotes | Sacerdotes    | Sacerdotes    | Bautizados por sacerdote | Diáconos permanentes | Religiosos | Religiosos | Parroquias |
| Año                                                                             | Bautizados católicos | Total     | % de católicos | Total      | Clero secular | Clero regular | Bautizados por sacerdote | Diáconos permanentes | Varones    | Mujeres    | Parroquias |
| ------------------------------------------------------------------------------- | -------------------- | --------- | -------------- | ---------- | ------------- | ------------- | ------------------------ | -------------------- | ---------- | ---------- | ---------- |
| 1950                                                                            | 750 000              | 800 000   | 93.8           | 51         | 31            | 20            | 14 705                   |                      | 26         | 89         | 32         |
| 1959                                                                            | 480 000              | 520 000   | 92.3           | 59         | 34            | 25            | 8135                     |                      | 53         | 146        | 35         |
| 1965                                                                            | 691 400              | 751 350   | 92.0           | 51         | 26            | 25            | 13 556                   |                      | 25         | 120        | 41         |
| 1970                                                                            | 775 000              | 844 000   | 91.8           | 53         | 27            | 26            | 14 622                   |                      | 35         | 80         | 41         |
| 1976                                                                            | 803 700              | 886 600   | 90.6           | 52         | 25            | 27            | 15 455                   |                      | 49         | 121        | 42         |
| 1980                                                                            | 569 000              | 600 500   | 94.8           | 54         | 25            | 29            | 10 537                   |                      | 42         | 129        | 39         |
| 1990                                                                            | 715 000              | 753 000   | 95.0           | 46         | 26            | 20            | 15 543                   |                      | 44         | 112        | 40         |
| 1999                                                                            | 512 500              | 597 500   | 85.8           | 58         | 41            | 17            | 8836                     |                      | 28         | 132        | 45         |
| 2000                                                                            | 527 100              | 620 000   | 85.0           | 58         | 42            | 16            | 9087                     |                      | 23         | 129        | 46         |
| 2001                                                                            | 541 100              | 636 471   | 85.0           | 57         | 40            | 17            | 9492                     |                      | 52         | 127        | 46         |
| 2002                                                                            | 541 000              | 636 470   | 85.0           | 59         | 40            | 19            | 9169                     |                      | 38         | 126        | 46         |
| 2003                                                                            | 548 060              | 637 280   | 86.0           | 66         | 44            | 22            | 8303                     |                      | 28         | 125        | 46         |
| 2004                                                                            | 539 630              | 637 280   | 84.7           | 68         | 46            | 22            | 7935                     |                      | 24         | 126        | 46         |
| 2006                                                                            | 549 000              | 652 000   | 84.2           | 70         | 49            | 21            | 7842                     |                      | 36         | 126        | 46         |
| 2013                                                                            | 598 000              | 713 200   | 83.8           | 84         | 59            | 25            | 7119                     |                      | 37         | 91         | 48         |
| 2016                                                                            | 611 000              | 725 000   | 84.3           | 86         | 61            | 25            | 7104                     | 1                    | 37         | 94         | 52         |
| 2019                                                                            | 625 760              | 742 500   | 84.3           | 88         | 63            | 25            | 7110                     |                      | 28         | 90         | 54         |
| Fuente: Catholic-Hierarchy, que a su vez toma los datos del Anuario Pontificio. |                      |           |                |            |               |               |                          |                      |            |            |            |

## Episcopologio
- Sede vacante (1915-1918)
- Joaquim Mamede da Silva Leite † (28 de enero de 1918-renunció) (obispo electo)

- Manuel Nogueira Duarte † (4 de abril de 1918-1919 renunció)
- Carloto Fernandes da Silva Távora † (18 de diciembre de 1919-29 de noviembre de 1933 falleció)
- José Maria Perreira Lara † (28 de septiembre de 1934-8 de agosto de 1936 falleció)
- João Batista Cavati, C.M. † (30 de julio de 1938-20 de octubre de 1956 renunció[4])
- José Eugênio Corrêa † (19 de agosto de 1957-27 de noviembre de 1978 renunció)
- Hélio Gonçalves Heleno † (27 de noviembre de 1978-16 de febrero de 2011 retirado)
- Emanuel Messias de Oliveira, desde el 16 de febrero de 2011